# Push Barman to Open Old Wounds
Pour les articles homonymes, voir Barman (homonymie).
Albums de Belle and Sebastian
Dear Catastrophe Waitress
(2003) The Life Pursuit
(2005)
Push Barman to Open Old Wounds est un double album du groupe britannique Belle and Sebastian, sorti en 2005.

## Présentation
Le disque est sorti chez Jeepster Records et récapitule les titres du groupe parus sur des 7" et des EP, sur le label. L'album sort en double CD et en double album vinyle et est le dernier de Belle and Sebastian pour Jeepster Records, le groupe ayant signé, en 2003, chez Rough Trade Records.

## Liste des titres
Disque 1
| No  | Titre                          | Durée |
| --- | ------------------------------ | ----- |
| 1.  | Dog on Wheels                  | 3:11  |
| 2.  | The State I Am In              | 4:59  |
| 3.  | String Bean Jean               | 4:43  |
| 4.  | Belle and Sebastian            | 4:36  |
| 5.  | Lazy Line Painter Jane         | 5:49  |
| 6.  | You Made Me Forget My Dreams   | 3:50  |
| 7.  | A Century of Elvis             | 4:29  |
| 8.  | Photo Jenny                    | 3:14  |
| 9.  | A Century of Fakers            | 4:29  |
| 10. | Le Pastie de la Bourgeoisie    | 3:10  |
| 11. | Beautiful                      | 5:13  |
| 12. | Put the Book Back on the Shelf | 6:24  |

Disque 2
| No  | Titre                                      | Durée |
| --- | ------------------------------------------ | ----- |
| 1.  | This Is Just a Modern Rock Song            | 7:12  |
| 2.  | I Know Where the Summer Goes               | 4:37  |
| 3.  | The Gate                                   | 4:27  |
| 4.  | Slow Graffiti                              | 3:25  |
| 5.  | Legal Man                                  | 2:42  |
| 6.  | Judy Is a Dick Slap                        | 4:05  |
| 7.  | Winter Wooskie                             | 2:41  |
| 8.  | Jonathan David                             | 2:59  |
| 9.  | Take Your Carriage Clock and Shove It      | 3:35  |
| 10. | The Loneliness of a Middle Distance Runner | 4:34  |
| 11. | I'm Waking Up to Us                        | 3:49  |
| 12. | I Love My Car                              | 5:12  |
| 13. | Marx and Engels                            | 3:45  |